# روتس ارو
روتس ارو (به انگلیسی: Rootes Arrow) نام یک خودرو بود که از سال ۱۹۶۶ تا سال ۱۹۷۹ توسط گروه روتس که سپس به تملک گروه کرایسلر درآمد، ساخته می‌شد.

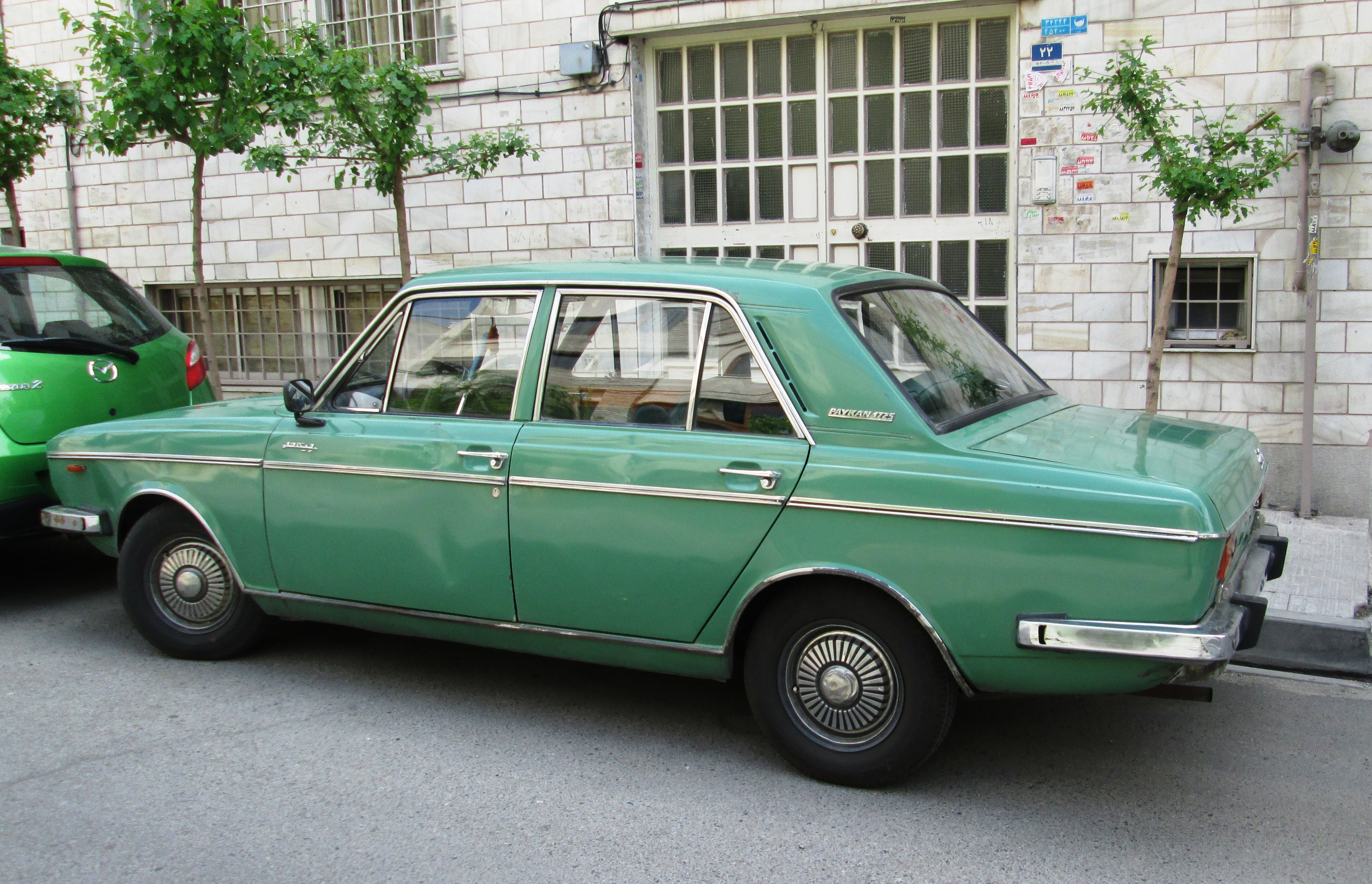
روتس ارو (پیکان) فیس‌لیفت جی‌تی، ساخت ایران

در سال ۱۹۶۶ گروه ایران ناسیونال (ایران خودرو) ساخت خودرو هیلمن هانتر را توسط کیت سی کی دی آغاز کرد. خودرو پیکان (که همان ترجمه واژهٔ Arrow است) در مدل‌های مختلف ساخته شد و خودرو ملی ایران گردید.